# Кондакопшино
Кондако́пшино — исторический район в городе Пушкине Пушкинского района Санкт-Петербурга. Расположен в 700 метрах северо-восточнее железнодорожной станции Лесное. Единственный подъезд осуществляется по безымянной дороге со стороны Киевского шоссе.

## Название
По одним данным, деревня Кондакопшино, давшая имя историческому району, изначально имела финское название Воимикыла, позже произносимое как Воймикуля, по другим данным, как Рёнёля (фин. Rönölä).

## История
Кондакопшино находится на территории, до 40-х годов XX века заселенной ингерманландцами-савакотами.
Уже на географическом чертеже Ижорской земли 1704 года встречается в этих местах на территории погоста Славанка деревня под названием Кендокопсиа.
На карте 1817 года эта деревня была обозначена как Кандакопсина или Мал. Мячколова.
Чуть позже, в 1831 году, была указана как Кандакопшина или Воймикуля с 21 двором.

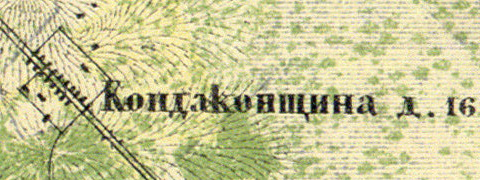
План деревни Кондакопшино. 1860 г.

Те же названия, или варианты их написания (например, Кондакопщина с 16 дворами на карте 1860 года), фигурируют и на более поздних картах.
В 1916 году Кандакопшино входило в состав Мозинской волости Царскосельского уезда. После 1940 года посёлок стал обозначаться современным названием — Кондакопшино.
Помимо карт, упоминается эта деревня и в различных исторических справочниках.
- В описании Санкт-Петербургской губернии 1838 года в первом стане Царскосельского уезда за помещицей графиней Самойловой была записана деревня Канди-Кобщина с 25 жителями мужского и 25 жителями женского пола[15].
- В справочнике за 1856 год деревня Кандакотинка упоминается в Царскославянском удельном имении с 9 дворами и 24 душами мужского пола[16].
- В списках по Санкт-Петербургской губернии за 1862 год упоминается удельная деревня Кондакопшино, или Ренеля, с 16 дворами, в которых проживало 59 человек мужского и 67 человек женского пола (как и раньше, она относилась к первому стану Царскосельского уезда)[17].
- По данным 1933 года деревня Кондакопшино входила в состав Пендовского сельсовета Красногвардейского района[18].

Во время второй мировой войны близ Кондакопшино шли ожесточённые бои за Ленинград. В настоящее время рядом с посёлком находится воинское захоронение с мемориалом.
Указом Президиума Верховного Совета РСФСР от 8 апреля 1954 года деревня Кондакопшино была передана в состав Пушкинского района города Ленинграда.
Изначально деревня Кондакопшино располагалась вдоль дороги, соединяющей Киевское и Гатчинское шоссе (сейчас — Старинная улица). С 1990-х годов Кондакопшино активно застраивается. Сегодня жилой массив состоит более чем из 10 улиц. Имеется почтовое отделение.
27 февраля 2008 года в 10:00 близ Кондакопшино была открыта новая пассажирская платформа 29 км Октябрьской железной дороги на линии Санкт-Петербург — Луга.
До этого ближайшим пассажирским остановочным пунктом железнодорожного транспорта была платформа Кандакопшино близ бывшей деревни Новокондакопшино.
Постановлением Правительства Санкт-Петербурга № 1677 от 31 декабря 2008 года было решено Кондакопшино, как исторический район Санкт-Петербурга в составе города Пушкин, представляющий собой застроенную территорию вдоль Старинной улицы, включить в реестр названий объектов городской среды Санкт-Петербурга, данное постановление было исполнено 2 февраля 2009 года.

## География
Расположено в 30 км к югу от центра Санкт-Петербурга, на границе между Пушкинским районом Санкт-Петербурга и Гатчинским районом Ленинградской области, между Киевским и Гатчинским шоссе, на месте бывшей деревни с одноимённым названием.
Земли сельскохозяйственного назначения вокруг Кондакопшино принадлежат ОАО «Племенной завод „Лесное“».

## Проект на данной территории
В непосредственной близости от Кондакопшино, на участках, принадлежащих ОАО «Племенной завод „Лесное“», планируется начать строительство города-спутника «Южный», который должен включить в себя территорию жилого массива. Общий объём инвестиций предположительно составит 179 млрд.рублей. .
Проект вызывает протесты жителей и ученых в связи с возможной экологической катастрофой в случае начала его реализации: строительство «Южного» планируется на территории Кондакопшинского леса и Кондакопшинского болота — крупных природных массивов с ценной экосистемой. Более того, согласно Водному кодексу болота, будучи водными объектами, вообще не могут находиться в частной собственности. Кроме того, как утверждают экологи, из верхового болота Кондакопшинского леса вытекают река Кузьминка, которая является единственной рекой, питающей гидросистемы парков г. Пушкина — Екатерининского, Баболовского и Александровского и река Поповка, питающая гидросистемы парка Павловска.